# Забелкув
Забелкув (пол. Zabełków) — село в Польщі, у гміні Кшижановиці Рациборського повіту Сілезького воєводства.
Населення — 873 особи (2011).
У 1975-1998 роках село належало до Катовицького воєводства.

## Демографія
Демографічна структура станом на 31 березня 2011 року:
|          | Загалом | Допрацездатний вік | Працездатний вік | Постпрацездатний вік |
| -------- | ------- | ------------------ | ---------------- | -------------------- |
| Чоловіки | 432     | 78                 | 300              | 54                   |
| Жінки    | 441     | 81                 | 265              | 95                   |
| Разом    | 873     | 159                | 565              | 149                  |